# Force India VJM11
La Force India VJM11 è una vettura da Formula 1 realizzata dalla scuderia Force India per prendere parte al campionato mondiale di Formula 1 2018.
A causa delle vicende finanziare riguardanti la scuderia indiana, il team ha cambiato la denominazione a partire dal Gran Premio del Belgio da Sahara Force India F1 Team a Racing Point Force India F1 Team. La scuderia si è vista azzerare tutti i punti conquistati fino ad allora, divenendo di fatto come una nuova squadra partecipante al Mondiale. Tuttavia, la vettura è rimasta sempre la stessa.

## Livrea
La colorazione della vettura resta la stessa del 2017 con il rosa (dovuto al main sponsor BWT) che funge come colore predominante. Rispetto alla VJM10 la monoposto del 2018 presenta molte zone colorate di bianco come l'ala anteriore, le pance e l'ala posteriore. Il colore del nuovo dispositivo di sicurezza Halo è anche esso rosa.

## Caratteristiche
All'inizio della stagione la vettura appare molto simile alla monoposto precedente che aveva permesso al team di conquistare il quarto posto nella classifica dei Costruttori. Tra gli elementi presi dalla VJM10 ci sono l'ala anteriore, i bargeboard che presentano numerose soffiature e seghettature per rinvigorire i flussi, e la forma delle fiancate che però sono state leggermente arretrate. Dopo la zona dei radiatori, le pance si restringono molto di più rispetto alla monoposto del 2017; questa soluzione è stata adottata per ridurre maggiormente la resistenza all'avanzamento. Altro elemento interessante è presente nella zona degli specchietti che sono dotati di ben tre supporti. Anche l’Halo è dotato di un profilo supplementare per ridurre gli effetti negativi dati dal dispositivo di sicurezza. Il sistema sospensivo è push rod all'anteriore con dei braccetti leggermente rivisti e pull rod al posteriore. La Power Unit è quella Mercedes del 2018. 

### Aggiornamento di Singapore
Per il circuito tortuoso di Marina Bay, la scuderia inglese ha portato un cospicuo pacchetto di aggiornamento della vettura. Sono stati rivisti i bargeboard che prendono un concetto simile a quello della McLaren MCL33 con il ponte superiore collegato al telaio. I generatori di vortice sono aumentati a sei mentre sono stati modificati anche gli attacchi degli specchietti che non è più corredato dal supporto incurvato che dal bordo verticale interno va a congiungersi con il lato del telaio in prossimità dell’abitacolo. Anche il fondo è completamente nuovo così come l'ala posteriore caratterizzato da un profilo principale a corda molto lunga con una svergolatura verso l'alto nella parte centrale. 

## Scheda tecnica
| Caratteristiche tecniche - Force India VJM11                    | Caratteristiche tecniche - Force India VJM11                       | Caratteristiche tecniche - Force India VJM11                       | Caratteristiche tecniche - Force India VJM11                                                              | Caratteristiche tecniche - Force India VJM11                                                              | Caratteristiche tecniche - Force India VJM11                                                              |
| --------------------------------------------------------------- | ------------------------------------------------------------------ | ------------------------------------------------------------------ | --- | --- | --- |
|                                                                 |                                                                    |                                                                    | | | |
| Configurazione                                                  |                                                                    |                                                                    | | | |
| Carrozzeria: monoposto                                          | Carrozzeria: monoposto                                             | Posizione motore: centrale                                         | Posizione motore: centrale                                                                                | Trazione: posteriore                                                                                      | Trazione: posteriore                                                                                      |
| Dimensioni e pesi                                               |                                                                    |                                                                    | | | |
| Ingombri (lungh.×largh.×alt. in mm): 5000 mm × 2000 mm × 950 mm | Ingombri (lungh.×largh.×alt. in mm): 5000 mm × 2000 mm × 950 mm    | Ingombri (lungh.×largh.×alt. in mm): 5000 mm × 2000 mm × 950 mm    | Ingombri (lungh.×largh.×alt. in mm): 5000 mm × 2000 mm × 950 mm                                           | Diametro minimo sterzata:                                                                                 | Diametro minimo sterzata:                                                                                 |
| Interasse: 3680 mm mm                                           | Interasse: 3680 mm mm                                              | Carreggiate: anteriore 2000 - posteriore 2000 mm                   | Carreggiate: anteriore 2000 - posteriore 2000 mm                                                          | Altezza minima da terra:                                                                                  | Altezza minima da terra:                                                                                  |
| Posti totali: 1                                                 | Posti totali: 1                                                    | Bagagliaio:                                                        | Bagagliaio:                                                                                               | Serbatoio: 105 kg                                                                                         | Serbatoio: 105 kg                                                                                         |
| Masse                                                           | / in ordine di marcia: 733 kg                                      | / in ordine di marcia: 733 kg                                      | / in ordine di marcia: 733 kg                                                                             | / in ordine di marcia: 733 kg                                                                             | / in ordine di marcia: 733 kg                                                                             |
| Meccanica                                                       |                                                                    |                                                                    | | | |
| Distribuzione: pneumatica                                       | Distribuzione: pneumatica                                          | Distribuzione: pneumatica                                          | Alimentazione:                                                                                            | Alimentazione:                                                                                            | Alimentazione:                                                                                            |
| Prestazioni motore                                              | Potenza: 950 / Coppia: 480 nm                                      | Potenza: 950 / Coppia: 480 nm                                      | Potenza: 950 / Coppia: 480 nm                                                                             | Potenza: 950 / Coppia: 480 nm                                                                             | Potenza: 950 / Coppia: 480 nm                                                                             |
| Accensione: elettronica Magneti Marelli statica                 | Accensione: elettronica Magneti Marelli statica                    | Accensione: elettronica Magneti Marelli statica                    | Impianto elettrico: Magneti Marelli                                                                       | Impianto elettrico: Magneti Marelli                                                                       | Impianto elettrico: Magneti Marelli                                                                       |
| Frizione: levetta posizionata sul volante                       | Frizione: levetta posizionata sul volante                          | Frizione: levetta posizionata sul volante                          | Cambio: longitudinale Mercedes, 8 marce + retromarcia, con comando semiautomatico elettronico sequenziale | Cambio: longitudinale Mercedes, 8 marce + retromarcia, con comando semiautomatico elettronico sequenziale | Cambio: longitudinale Mercedes, 8 marce + retromarcia, con comando semiautomatico elettronico sequenziale |
| Telaio                                                          |                                                                    |                                                                    | | | |
| Corpo vettura                                                   | in materiale composito a nido d'ape con fibra di carbonio          | in materiale composito a nido d'ape con fibra di carbonio          | in materiale composito a nido d'ape con fibra di carbonio                                                 | in materiale composito a nido d'ape con fibra di carbonio                                                 | in materiale composito a nido d'ape con fibra di carbonio                                                 |
| Sospensioni                                                     | anteriori: push-rod / posteriori: pull rod                         | anteriori: push-rod / posteriori: pull rod                         | anteriori: push-rod / posteriori: pull rod                                                                | anteriori: push-rod / posteriori: pull rod                                                                | anteriori: push-rod / posteriori: pull rod                                                                |
| Freni                                                           | anteriori: Freni a disco Brembo / posteriori: Freni a disco Brembo | anteriori: Freni a disco Brembo / posteriori: Freni a disco Brembo | anteriori: Freni a disco Brembo / posteriori: Freni a disco Brembo                                        | anteriori: Freni a disco Brembo / posteriori: Freni a disco Brembo                                        | anteriori: Freni a disco Brembo / posteriori: Freni a disco Brembo                                        |
| Pneumatici                                                      | Pirelli / Cerchi: O.Z. da 13 in                                    | Pirelli / Cerchi: O.Z. da 13 in                                    | Pirelli / Cerchi: O.Z. da 13 in                                                                           | Pirelli / Cerchi: O.Z. da 13 in                                                                           | Pirelli / Cerchi: O.Z. da 13 in                                                                           |
| Prestazioni dichiarate                                          |                                                                    |                                                                    | | | |
| Velocità: 355 km/h                                              | Velocità: 355 km/h                                                 | Velocità: 355 km/h                                                 | Accelerazione:                                                                                            | Accelerazione:                                                                                            | Accelerazione:                                                                                            |
| Consumi                                                         | 2kg/giro                                                           | 2kg/giro                                                           | 2kg/giro                                                                                                  | 2kg/giro                                                                                                  | 2kg/giro                                                                                                  |

## Carriera agonistica

### Test
La monoposto viene presentata il primo giorno di test al Circuito di Catalogna. Il primo a guidare la vettura è il pilota di riserva Nikita Mazepin mentre negli altri giorni a girare sono i due piloti titolari. Nei due test invernali tenutisi a Barcellona il miglior ottenuto dalla Force India è un 1'18"967 ottenuto da Ocon. 

### Stagione
Nei primi tre Gran Premi stagionali, la Force India non parte bene con un solo piazzamento a punti in Bahrein grazie al decimo posto ottenuto da Ocon che in qualifica era riuscito ad andare per la prima volta in stagione in Q3. Nel Gran Premio di Cina è invece Pérez ad ottenere il primo accesso all'ultima fase delle qualifiche senza però riuscire ad andare a punti. A Baku la VJM11 si trova a proprio agio: entrambi i piloti arrivano in Q3 monopolizzando la quarta fila. Nonostante la partenza in gara non sia delle migliori per la Force India con l'incidente tra Ocon e Kimi Räikkönen che costringe il pilota francese al ritiro, Pérez riesce ad ottenere una insperata terza posizione grazie ad una Safety Car sul finale di gara e ad un errore di Sebastian Vettel.
Con l'inizio della stagione europea, la scuderia anglo-indiana incomincia ad andare con maggiore regolarità a punti: in Spagna nonostante il ritiro di Ocon per una perdita di potenza del motore, Pérez finisce nono; a Monaco, dopo una gran qualifica che vede entrambe le vetture in Q3, è il pilota francese a segnare punti grazie ad un ottimo sesto posto. 
In Canada è ancora Ocon ad andare a punti con una nona posizione.  Dopo una battuta d'arresto in Francia con un doppio ritiro (incidente al via per Ocon e problema al nuovo motore per Pérez), la Force India va a punti con entrambi i piloti a Spielberg (prima volta in stagione a doppi punti), a Silverstone e in Germania. Questi buoni risultati permettono alla Force India di salire al quinto posto nella Classifica Costruttori. In Ungheria però nessuna delle due vetture riesce a segnare punti.
Dopo la pausa estiva, alla Force India vengono azzerati tutti i punti conquistati, a causa del cambio di proprietà che muta il nome della squadra in Racing Point Force India F1 Team. Nonostante le vicende travagliate fuori dalla pista, il team inglese si presenta in gran forma al Gran Premio del Belgio con un doppio piazzamento a punti dopo una qualifica sul bagnato che aveva visto a sorpresa conquistare la seconda fila alle due Force. Grazie a questa prestazione la Force India riesce a schiodarsi subito dalla quota zero punti e a finire in nona posizione nei Costruttori. Le buone prestazioni della VJM11 si confermano anche a Monza con le due vetture di nuovo a punti.

## Piloti
| Piloti ufficiali   | Piloti ufficiali | Piloti ufficiali |
| Nazione            | Nome             | Numero           |
| ------------------ | ---------------- | ---------------- |
| Messico (bandiera) | Sergio Pérez     | 11               |
| Francia (bandiera) | Esteban Ocon     | 31               |
| Piloti di riserva  |                  |                  |
| Nazione            | Nome             | Numero           |
| Canada (bandiera)  | Nicholas Latifi  | 34               |
| Russia (bandiera)  | Nikita Mazepin   | 34               |

## Risultati in Formula 1
| Anno | Team        | Motore   | Gomme | Piloti |    |    |    |     |     |    |    |     |   |    |   |    |   |   |     |    |   |    |     |    |     | Punti | Pos. |
| ---- | ----------- | -------- | ----- | ------ | -- | -- | -- | --- | --- | -- | -- | --- | - | -- | - | -- | - | - | --- | -- | - | -- | --- | -- | --- | ----- | ---- |
| 2018 | Force India | Mercedes | P     | Pérez  | 11 | 16 | 12 | 3   | 9   | 12 | 14 | Rit | 7 | 10 | 7 | 14 | 5 | 7 | 16  | 10 | 7 | 8  | Rit | 10 | 8   | 52    | 7º   |
| 2018 | Force India | Mercedes | P     | Ocon   | 12 | 10 | 11 | Rit | Rit | 6  | 9  | Rit | 6 | 7  | 8 | 13 | 6 | 6 | Rit | 9  | 9 | SQ | 11  | 14 | Rit | 52    | 7º   |

| Legenda | 1º posto     | 2º posto | 3º posto    | A punti         | Senza punti/Non class.  | Grassetto – Pole position Corsivo – Giro più veloce |
| Legenda | Squalificato | Ritirato | Non partito | Non qualificato | Solo prove/Terzo pilota | Grassetto – Pole position Corsivo – Giro più veloce |